# Eilema laurenconi
Eilema laurenconi là một loài bướm đêm thuộc phân họ Arctiinae, họ Erebidae.